# Tympanota perophora
Tympanota perophora är en fjärilsart som beskrevs av Turner 1922. Tympanota perophora ingår i släktet Tympanota och familjen mätare. Inga underarter finns listade i Catalogue of Life.